# 摔跤世界杯
摔跤世界杯（Wrestling World Cup）是一项国际摔跤比赛，由世界摔跤联合会各成员国派运动员参加，自1973年每年举办一次。
在1973年之前，世界摔跤联合会的前身FILA还在1956年和1958年举办过两场同名比赛。